# Poshlaya Molly
Poshlaya Molly (ros. Wulgarna Molly) – rosyjskojęzyczny ukraiński zespół muzyczny pochodzący z Charkowa, założony przez Kiriłła Blednego. W swojej twórczości łączy pop punk i muzykę elektroniczną.

## Skład
- Kiriłł «Bledny» Timoszenko – wokal
- Dmitrij Gonczarienko – gitara basowa
- Konstantin Pyżow – gitara (od 2018)
- Pawieł Chołodianskij – perkusja (od 2017)

## Dyskografia

### Albumy studyjne
- 2017 – «8 способов как бросить дрочить» (25 minut)[2]

### Minialbumy
- 2018 – «Грустная девчонка с глазами как у собаки» (16 minut)
- 2018 – «Очень страшная Молли 3 (Часть 1)» (13 minut)
- 2020 – «Paycheck» (19 minut)

### Single
- 2021 – «Контракт»
- 2021 – «Дом Периньон»
- 2022 – «Школьник»
- 2022 – «#Habibati»

## Kontrowersje
Przed inwazją Rosji na Ukrainę w 2022 r., ale już po wybuchu wojny w Donbasie, grupa aktywnie koncertowała w Rosji. Kontrowersję wzbudza fakt, że zespół wciąż aktywnie współpracuje z rosyjskimi artystami. W ukraińskich mediach bywa przedstawiany w negatywnym świetle – kwestionowana jest jego ukraińska tożsamość i uczciwość w zbieraniu środków na Siły Zbrojne Ukrainy. Na wizerunek zespołu w Polsce wpłynęło nagranie opublikowane w serwisie Instagram przez lidera grupy Kiriłła Timoszenko, w którym stwierdził, że „polscy debile” muszą nauczyć się „normalnego” języka rosyjskiego, a Polska powinna wstąpić do Imperium Rosyjskiego. W efekcie tej wypowiedzi, organizator serii koncertów zespołu Poshlaya Molly, które miały się odbyć w XI i XII 2023 r. w Polsce odwołał je.